# Fabarm STF 12 Compact
Fabarm S.A.T. 8 Pro (Semi-Automatic Tactical 8 Pro) — гладкоствольное ружьё, разработанное и производимое итальянской компанией «FABARM» (Fabbrica Bresciana Armi). Данный дробовик разработан для использования сотрудниками служб охраны порядка, частными охранными структурами и обычными гражданами (для самообороны и практической стрельбы).

## Описание
Гладкоствольные ружья S.A.T. 8 Pro используют газоотводную автоматику с расположенным вокруг трубки магазина кольцевым газовым поршнем. Автоматика оружия мало подвержена загрязнению, что повышает надёжность.
Ружья оснащены запатентованной системой Pulse Piston, использующей саморегулирующийся фрикционный тормоз отката подвижной системы для обеспечения надежной работы автоматики с различными типами патронов. Данный тормоз состоит из эластичного кольца, расположенного между газовым поршнем и тягами, ведущими к затворной группе.
При энергичном движении газового поршня (при использовании патронов большой мощности, с повышенным давлением в стволе), эластичное кольцо сжимается в продольном направлении, увеличивая тем самым трение с трубкой магазина и замедляя скорость отката подвижных частей до приемлемых значений.
Запирание ствола осуществляется качающейся «личинкой», расположенной в затворе и в боевом положении входящей в паз в хвостовике ствола. Стволы имеют фирменную сверловку TriBore и комплектуются сменными чоками либо дульным тормозом-компенсатором.
Питание патронами осуществляется из подствольного трубчатого магазина вместительностью 8 патронов, допускающего установку специальных удлинителей для увеличения его ёмкости. Для питания ружья используются патроны 12-го калибра.
Цевьё и приклад выполнены из ударопрочного пластика. На верхней поверхности алюминиевой ствольной коробки расположена планка типа Picatinny rail для установки различных прицельных приспособлений.